# Bloco Central
Bloco Central é em Portugal a designação da aliança política entre o PS de centro-esquerda e o PSD de centro-direita, principais partidos (desde o início da Terceira República, os mais votados) no espectro político português e situados ao seu centro. A 25 de Abril de 1983, o CDS viu a sua votação descer mais de 160 000 votos, em comparação com 1976. O PS, vitorioso, decidiu formar a coligação do «bloco central» com o PSD, deixando o CDS naquilo que designou por «oposição construtiva».

## Governo do Bloco Central
O IX Governo Constitucional de Portugal tomou posse a 9 de junho de 1983, tendo sido formado através de um acordo de incidência parlamentar entre o Partido Socialista e o Partido Social Democrata, com base nos resultados das eleições legislativas portuguesas de 1983, realizadas a 25 de abril. 
Terminou o seu mandato a 6 de novembro de 1985, na sequência da eleição de Aníbal Cavaco Silva como líder do Partido Social Democrata que, como 1.ª medida da sua liderança, ordenou a demissão de todos os ministros do seu partido que integravam o Governo e anunciou a saída do partido do Governo. Em sequência o Presidente António Ramalho Eanes dissolveu a Assembleia da República e convocou eleições legislativas antecipadas.
Lista de alguns dos membros do IX Governo:

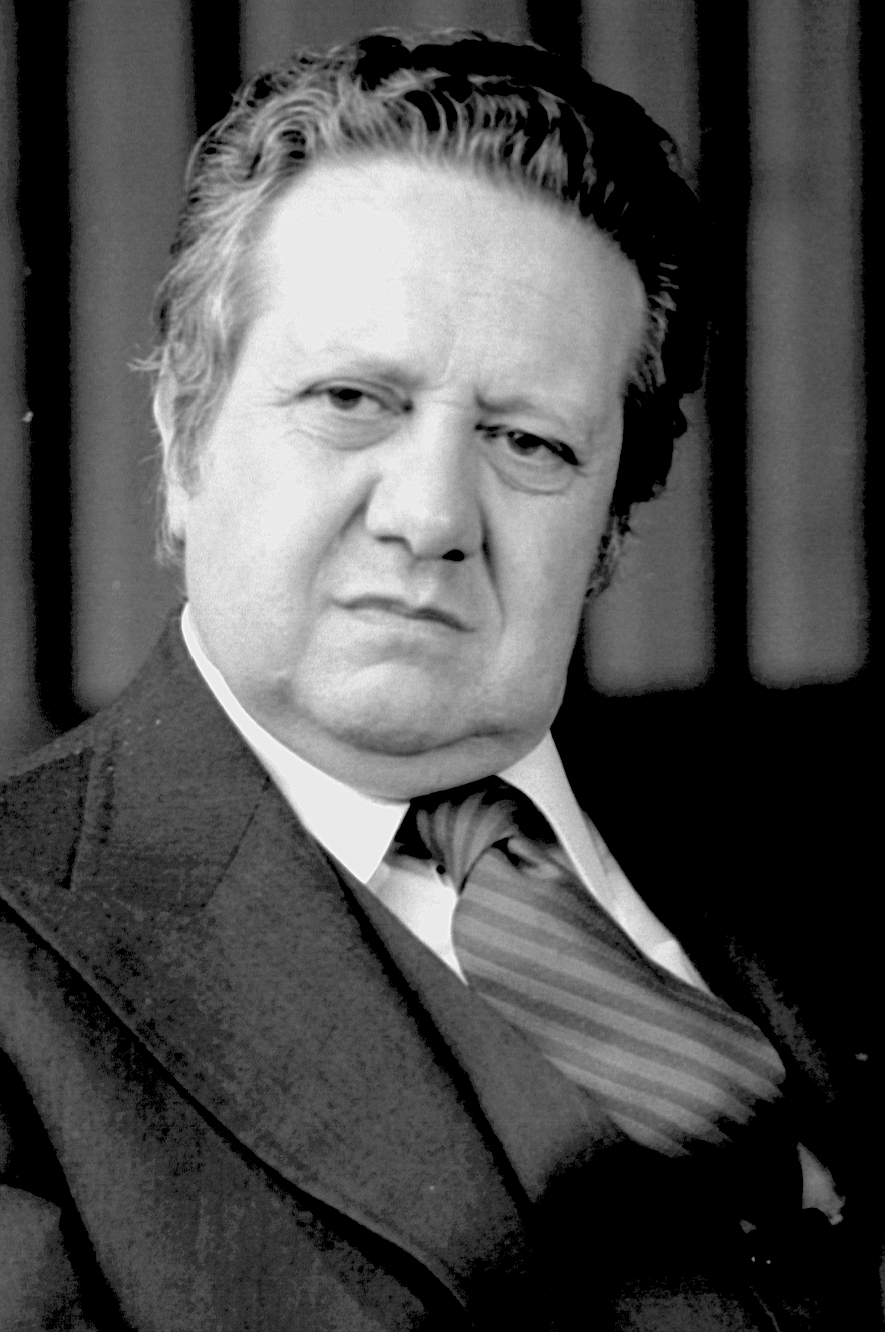
Mário Soares, Primeiro-Ministro
Carlos Alberto da Mota Pinto, Vice-Primeiro-Ministro (jun. 1983–fev. 1985) e Ministro da Defesa Nacional (jun. 1983–fev. 1985)
Rui Machete, Vice-Primeiro-Ministro (fev.–nov. 1985), Ministro da Justiça (jun. 1983–fev. 1985) e Ministro da Defesa Nacional (fev.–nov. 1985)
António de Almeida Santos, Ministro de Estado e Ministro dos Assuntos Parlamentares
Eduardo Pereira, Ministro da Administração Interna
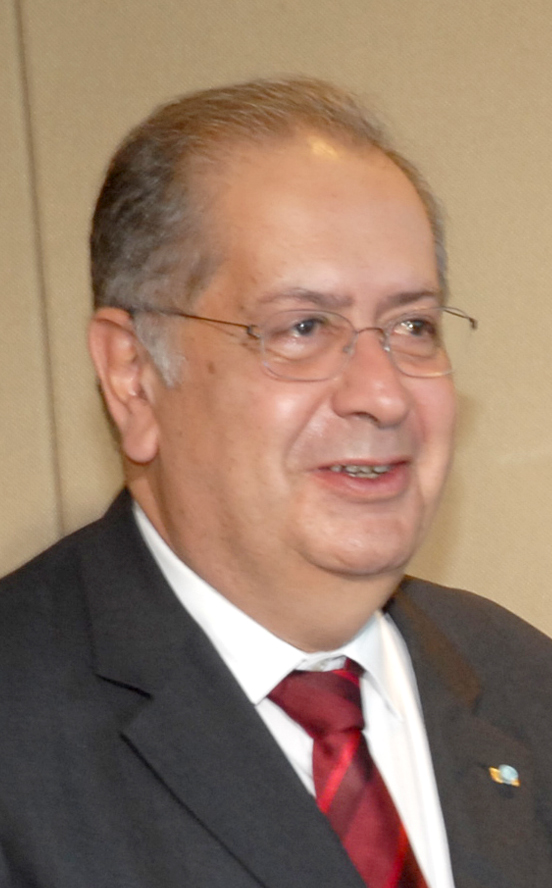
Jaime Gama, Ministro dos Negócios Estrangeiros
Mário Raposo, Ministro da Justiça (fev. 1985-nov. 1985)
Ernâni Lopes, Ministro das Finanças e do Plano
Álvaro Barreto, Ministro do Comércio e Turismo (jun. 1983–out. 1984) e Ministro da Agricultura (out. 1984–nov. 1985)
José Veiga Simão, Ministro da Indústria e Energia
Francisco Sousa Tavares, Ministro da Qualidade de Vida (jun. 1984–nov. 1985)

## Ligações Externas
- Composição do IX Governo Constitucional
- Notícias e outros sobre o IX Governo Constitucional da RTP na RTP Arquivos